# Cherchez la femme
Cherchez la femme ist eine ins Deutsche übernommene französische Redewendung und heißt so viel wie: Mach die dahinterstehende Frau ausfindig! in der Bedeutung: Da steckt eine Frau dahinter!
Als Französisch im 19. Jahrhundert noch Bildungssprache war, drang dieser Ausdruck in die gehobene deutsche Konversation. Meyers Enzyklopädie von 1888 schreibt dazu: Où est la femme? (franz., „wo ist die Frau?“), Ausspruch französischer Kriminalisten, wonach man bei einem schlauen verbrecherischen Anschlag nach der Frau suchen muss, welche dahinter steckt, daher zitiert man auch: Cherchez la femme! („sucht die Frau!“).
Der Satz Il y a une femme dans toutes les affaires; aussitôt qu'on me fait un rapport, je dis: ‘Cherchez la femme’ ist die Devise des Polizeibeamten Jackal im Roman Les Mohicans de Paris (1854, dt. Die Mohikaner von Paris; als Bühnenstück Erstaufführung 20. August, 1864, dort II, 13. 3) des älteren  Alexandre Dumas über die Pariser Unterwelt.
Im weiteren Sinne drückt diese Redewendung die Auffassung aus, dass hinter jedem nicht nachvollziehbaren, scheinbar irrationalen Verhalten eines Mannes eine Frau stecken müsse, die es ausfindig zu machen gelte, um dieses Verhalten zu ergründen.

## Titel von Theater und Film
Cherchez la femme wird auch anderweitig als Titel verwendet:
- Cherchez la femme oder Die Geister vom Mummelsee, Folge Nr. 27 der Fernsehreihe Tatort von 1973
- Cherchez la femme, 1911 komponierte Operette von Ralph Benatzky (1884–1957)
- Cherchez la femme, österreichischer Spielfilm von 1921
- Cherchez la femme, französischer Spielfilm von 1955[3]
- Lied von Dr. Buzzard’s Original Savannah Band
- Lied von Tommy Steiner aus dem Jahr 1990
- Titel einer arte-Produktion aus dem Jahr 2022: Cherchez la femme! (Geniale Frauen)[4][5]
- Cherchez la femme, Folge 67 des Krimi-Animes Detektiv Conan (deutsche Erstausstrahlung am 16. Juli 2002)